# Créadion de Lesson
Philesturnus rufusater
Espèce
Statut de conservation UICN

 NT  : Quasi menacé
Le Créadion de Lesson (Philesturnus rufusater) est une espèce de passereaux de la famille des Callaeidae.
Son aire dissoute s'étend à travers l'île du Nord (Nouvelle-Zélande).

## Description

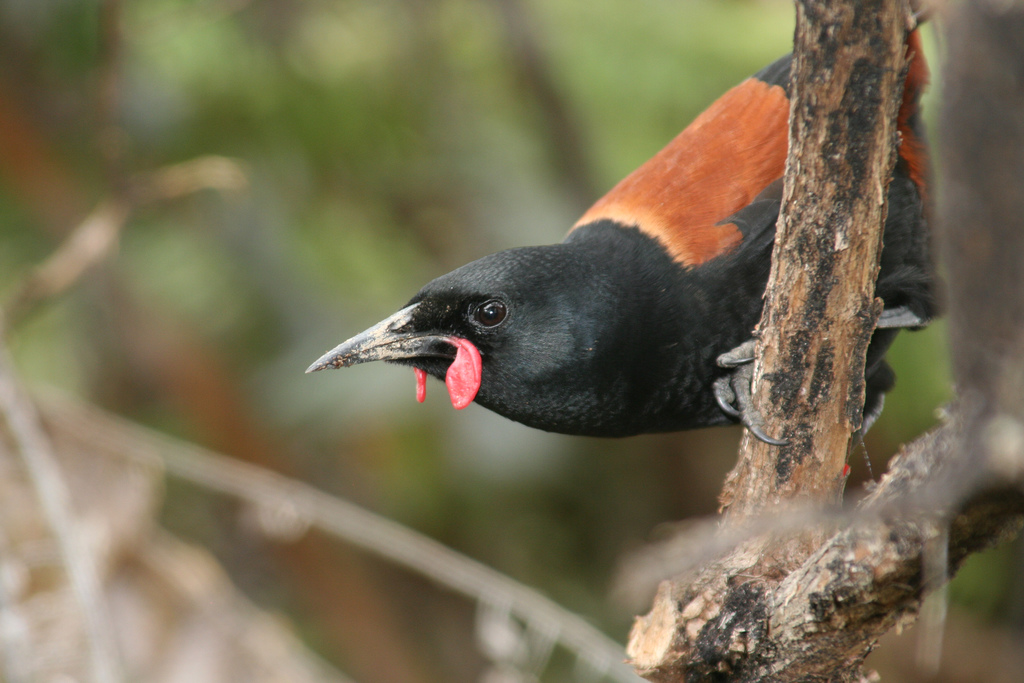
île Tiritiri Matangi

Le créadion de Lesson se distingue du créadion rounoir (île du Sud) par une ligne jaune horizontale en haut de la « selle dorsale ».